# 431
431 (CDXXXI) je bilo navadno leto, ki se je po julijanskem koledarju začelo na četrtek.

## Dogodki
- 1. januar

## Rojstva
- Anastazij I. Dikor, bizantinski cesar († 518)